# Dreiheide
Dreiheide település Németországban, azon belül Szászország tartományban. Lakosainak száma 2107 fő (2023. december 31.).

## Népesség
A település népességének változása:
| Lakosok száma | 2161 | 2103 | 2099 | 2127 | 2133 | 2107 |
|               | 2014 | 2017 | 2019 | 2021 | 2022 | 2023 |